# Enskede-Årsta-Vantör
Enskede-Årsta-Vantör – okręg administracyjny (stadsdelsområde) w ramach gminy Sztokholm, położony w jej południowej części (Söderort).
Okręg administracyjny (stadsdelsområde) został utworzony 1 stycznia 2007 r. po połączeniu dotychczasowych okręgów Enskede-Årsta oraz Vantör.
Według danych opublikowanych przez gminę Sztokholm, 31 grudnia 2014 r. stadsdelsområde Enskede-Årsta-Vantör liczyło 96 916 mieszkańców, obejmując następujące dzielnice (stadsdel):
| - Bandhagen - Enskedefältet - Enskede Gård - Gamla Enskede - Hagsätra - Högdalen | - Johanneshov - Rågsved - Stureby - Årsta (bez Årsta holmar) - Örby - Östberga |

Powierzchnia wynosi łącznie 21,56 km², z czego 0,42 km² stanowią wody.